# Пасіфік (Вашингтон)
Пасіфік (англ. Pacific) — місто (англ. city) в США, в округах Кінг і Пірс штату Вашингтон. Населення — 7235 осіб (2020).

## Географія
Пасіфік розташований за координатами 47°15′43″ пн. ш. 122°15′9″ зх. д. / 47.26194° пн. ш. 122.25250° зх. д. (47.261974, -122.252429).  За даними Бюро перепису населення США в 2010 році місто мало площу 6,30 км², з яких 6,27 км² — суходіл та 0,03 км² — водойми.

## Демографія
Згідно з переписом 2010 року, у місті мешкало 6606 осіб у 2269 домогосподарствах у складі 1605 родин. Густота населення становила 1049 осіб/км².  Було 2422 помешкання (384/км²).
Расовий склад населення:
| - 69,2 % — білих - 9,0 % — азіатів - 3,1 % — чорних або афроамериканців - 1,9 % — корінних американців - 1,8 % — вихідців з тихоокеанських островів - 8,5 % — осіб інших рас |

До двох чи більше рас належало 6,4 %. Частка іспаномовних становила 15,1 % від усіх жителів.
За віковим діапазоном населення розподілялося таким чином: 28,1 % — особи молодші 18 років, 64,7 % — особи у віці 18—64 років, 7,2 % — особи у віці 65 років та старші. Медіана віку мешканця становила 32,8 року. На 100 осіб жіночої статі у місті припадало 100,2 чоловіків;  на 100 жінок у віці від 18 років та старших — 100,7 чоловіків також старших 18 років.
Середній дохід на одне домашнє господарство  становив 66 483 долари США (медіана — 57 755), а середній дохід на одну сім'ю — 71 402 долари (медіана — 63 442). Медіана доходів становила 58 571 долар для чоловіків та 41 717 доларів для жінок. За межею бідності перебувало 13,4 % осіб, у тому числі 15,5 % дітей у віці до 18 років та 21,6 % осіб у віці 65 років та старших.
Цивільне працевлаштоване населення становило 3107 осіб. Основні галузі зайнятості: виробництво — 20,8 %, роздрібна торгівля — 14,8 %, освіта, охорона здоров'я та соціальна допомога — 14,8 %.